# شارلوت پولن
شارلوت پولن (انگلیسی: Charlotte Poulain؛ زادهٔ ۱۵ مهٔ ۱۹۹۱) بازیکن فوتبال اهل فرانسه است.
از باشگاه‌هایی که در آن بازی کرده‌است می‌توان به باشگاه فوتبال زنان پاری سن ژرمن اشاره کرد.